# Svizzera italiana
La Svizzera italiana (in tedesco italienische Schweiz; in francese Suisse italienne; in romancio Svizra italiana) è l'insieme delle regioni della Svizzera in cui è prevalente l'uso della lingua italiana, in diglossia con le varianti locali della lingua lombarda. Essa comprende il Canton Ticino e il cosiddetto Grigioni italiano, costituito dalle valli subalpine del Cantone dei Grigioni, gli unici cantoni svizzeri nei quali l'italiano è lingua ufficiale. La locuzione "Svizzera italiana" non ha alcun titolo di ufficialità, poiché la Confederazione svizzera riconosce come entità costitutive della stessa i cantoni, i cui confini politici non coincidono necessariamente con le frontiere linguistiche.

## Storia

### Lombardia svizzera

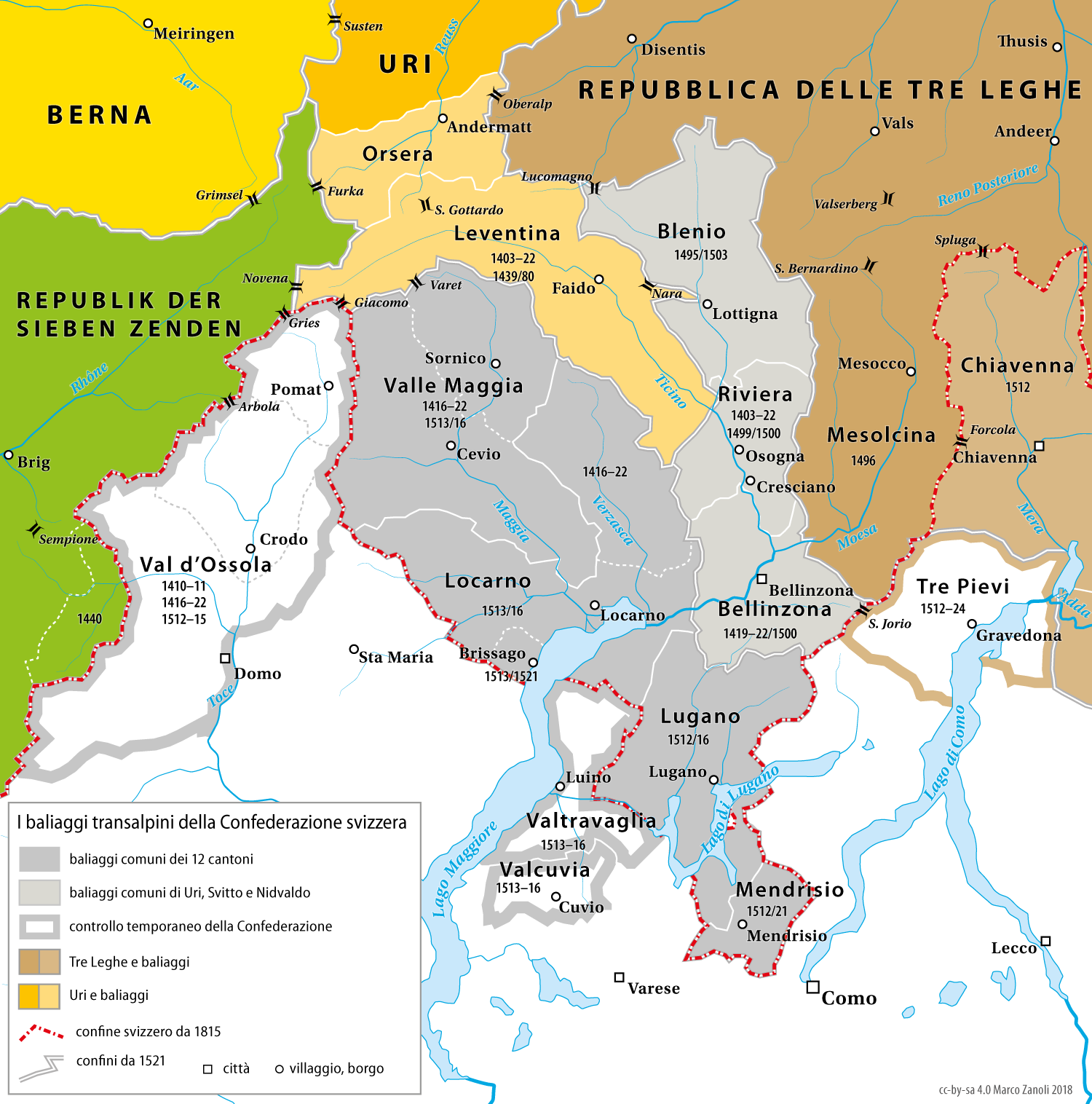
I baliaggi confederati della Lombardia svizzera

L'esperienza elvetica per i territori lombardi che furono del Ducato di Milano ebbe inizio nel XV secolo con le Campagne transalpine, nel corso delle quali i Confederati cercarono di estendere il proprio dominio sulle valli subalpine confinanti, disponendovi dei governi di occupazione sotto forma di baliaggio.
Nel 1402 la regione subì le prime incursioni: gli stati di Uri, Svitto e Untervaldo occuparono Bellinzona e le sue valli settentrionali, controllandole per vent'anni, finché l'esercito milanese non li respinse nella battaglia di Arbedo (1422); ma, dopo una crisi politica nel Ducato e la sconfitta nella battaglia di Giornico (1478), la Val Leventina - la cui comunità si era già alleata in autonomia con Uri nel 1439 - fu definitivamente ceduta agli urani (1480), divenendone un baliaggio esclusivo.
Approfittando dell'invasione dello Stato milanese da parte della Francia di Luigi XII, i tre cantoni forestali occuparono la val di Blenio (1495) e la Riviera (1499), facendo poi capitolare nuovamente Bellinzona (1500) e istituendo un baliaggio comune in ciascuno di questi territori; questi saranno riconosciuti ai tre cantoni dalla Francia nel 1503.
Nel 1511 l'esercito confederato, al completo, fu assoldato dalla Lega Santa per insediare Massimiliano Sforza quale Duca di Milano, a danno dei francesi: riuscita l'operazione (1512), il nuovo protettorato risultò di fatto essere un governo fantoccio degli elvetici; i 12 cantoni sfruttarono questa posizione di forza per occupare Lugano, Locarno, la Vallemaggia, la Valtravaglia, la Valcuvia e la Val d'Ossola, organizzando anche questi territori in baliaggi, comuni a tutti i Confederati.
Nello stesso periodo furono occupate anche Mendrisio e la pieve di Balerna, già territori del Contado di Como, il cui possesso venne però riconosciuto ai Confederati solo nel 1521, divenendo l'ultimo dei baliaggi; con lo stesso atto di riconoscimento, furono restituiti a Milano la Valtravaglia, la Valcuvia e la Val d'Ossola.
A seguito della sconfitta svizzero-milanese nella Battaglia di Marignano (1515), e con il conseguente inizio della politica di neutralità da parte della Confederazione, le Campagne transalpine ebbero termine e i Confederati si ritirarono nei territori loro riconosciuti; si consolidò quindi la situazione dei baliaggi: quello di Leventina, facente capo ad Uri; quelli di Blenio, Riviera e Bellinzona, facenti capo a Uri, Svitto e Untervaldo; quelli di Locarno, Vallemaggia, Lugano e Mendrisio, facenti capo a tutti i cantoni della Confederazione.
Nel periodo dei baliaggi, che perdurerà fino alla fine del Settecento, questi territori saranno complessivamente indicati con il termine Lombardia svizzera, con riferimento sia alla posizione linguistico-geografica del territorio, sia al dominio confederato; solo con la nascita della Repubblica elvetica, per volere di Napoleone, i baliaggi della Lombardia svizzera furono aboliti per costituire dapprima (nel 1798) i cantoni autonomi di Lugano e di Bellinzona, e infine (con l'Atto di Mediazione del 1803 e la costituzione della Confederazione svizzera) il Canton Ticino, nato dalla fusione tra i due.

### Lombardia grigiona
Vicende diverse riguarderanno invece le valli subalpine più orientali, che oggi costituiscono il territorio del Grigioni italiano.

#### Lega Caddea e Lega Grigia
La Val Bregaglia, già parte del contado di Como insieme a resto della Valchiavenna, e che all'epoca della divisione dell'Impero carolingio (intorno all'840) divenne invece un distretto comitale della Rezia curiense, nel 960 fu offerta dall'imperatore Ottone I al principe vescovo di Coira; seguì quindi le sorti della città retica, unendosi nel 1367 alla Lega Caddea.
Con l'assoggettamento di Como a Milano, nel 1350 anche la Val Poschiavo, così come il resto della Valtellina, passò sotto la dominazione dei Visconti; ma nel 1406 i poschiavini si ribellarono alla cessione del proprio feudo ai Malacrida di Musso, e nel 1408 si sottomisero alla giurisdizione del vescovo di Coira, entrando così a far parte anch'essi della Lega Caddea.
Nel 1480 i due comuni dell’alta Mesolcina di Mesocco e Soazza, su propria richiesta, furono accettati nella Lega Grigia; seguirono il resto della Mesolcina e la Val Calanca, già parte del Ducato di Milano, che entrarono nell'alleanza nel 1496.
Da questo momento, queste valli seguiranno le stesse vicende politiche, che le porteranno verso la Confederazione svizzera.

#### Libero Stato delle Tre Leghe

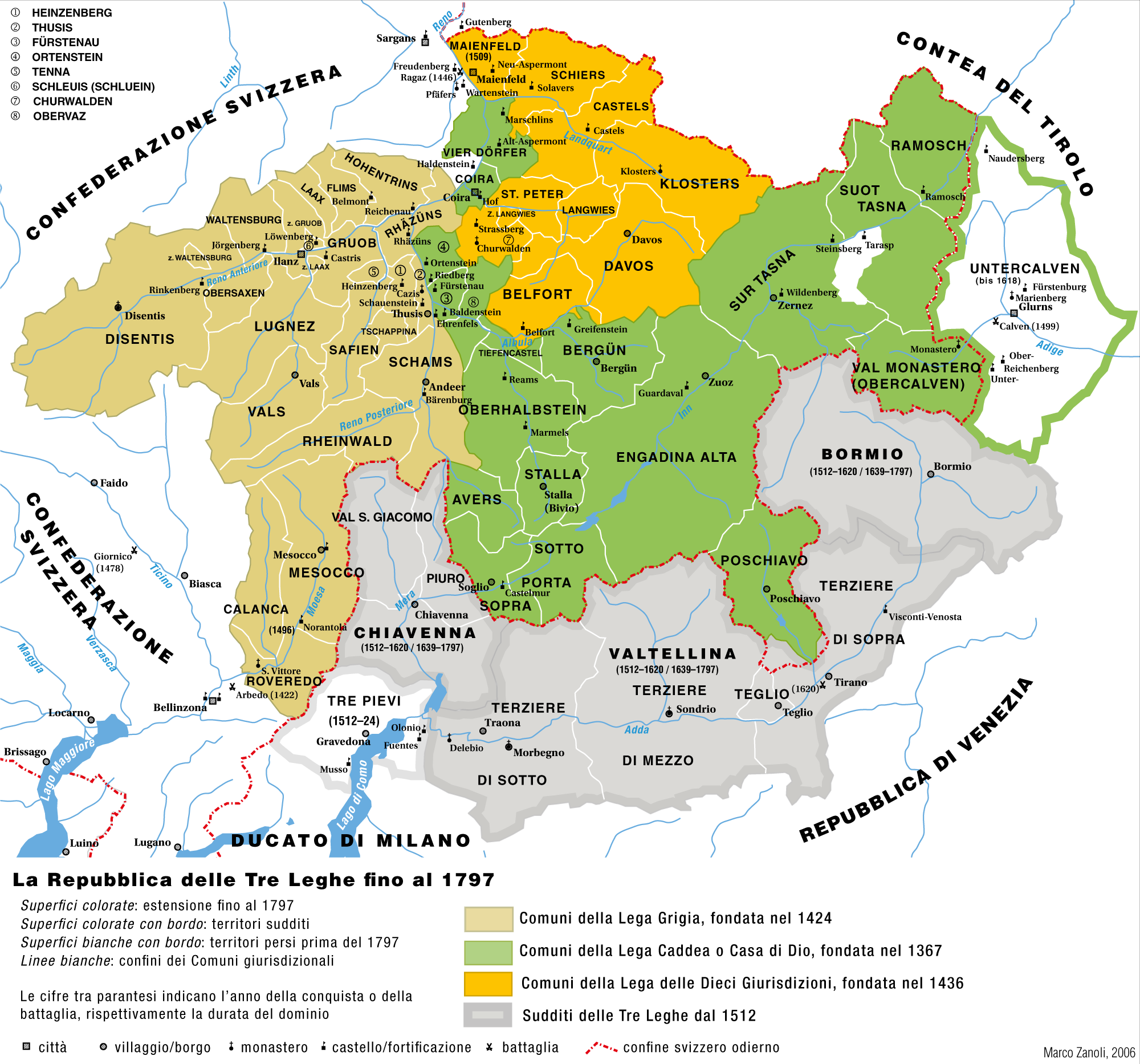
Il Libero Stato delle Tre Leghe nella sua massima estensione

Dopo il 1450 numerosi trattati di alleanza promossero progressivamente l'integrazione di Lega Grigia, Lega Caddea e Lega delle Dieci Giurisdizioni in una nuova entità denominata Tre Leghe; la nuova alleanza riuscì ad occupare, a partire dal 1512, anche le Tre Pievi dell'Alto Lario (ma solo fino al 1524) e il resto della Valtellina, con Bormio e Chiavenna.
Tra il 1524 e il 1526 la vecchia alleanza militare, con gli accordi di Ilanz, si trasformò una vera e propria unione politica, dando vita al nuovo stato federale denominato Libero Stato delle Tre Leghe, anche conosciuti come Grigioni; in questo periodo, i territori subalpini controllati dalle Tre Leghe saranno indicati come Lombardia Grigiona.
Nel 1797, nell'ambito delle Guerre napoleoniche, i Grigioni persero la Valtellina, Chiavenna e Bormio (che furono annessi alla Repubblica Cisalpina), ma non le altre valli subalpine già parte delle Leghe prima del 1512; i Grigioni stessi furono poi occupati due volte, prima dagli austriaci e poi dai francesi, fino al 1800, quando ne venne disposta l'annessione alla neonata Repubblica Elvetica, nella quale furono inquadrati come suddivisione amministrativa denominata Rezia, sancendo la fine dello Stato Libero e legando definitivamente le sue sorti a quelle della Svizzera.
Con l'Atto di Mediazione (1803), che determinò la costituzione della Confederazione svizzera e un nuovo assetto federale per il paese, il territorio assunse l'attuale denominazione di Cantone dei Grigioni.

## Società

### Lingue
La Svizzera italiana comprende:
- il Canton Ticino, che costituisce l'unico cantone svizzero in cui l'italiano è la sola lingua ufficiale (tranne il comune di Bosco Gurin che ha come lingua comunale anche il tedesco); le varianti del lombardo parlate nel Cantone sono il dialetto ticinese (nel Sopraceneri) ed il dialetto comasco (nel Sottoceneri)[12].
- parte del Cantone dei Grigioni, in cui l'italiano è una delle tre lingue ufficiali insieme al tedesco e al romancio. Il Grigioni italiano include le regioni di Moesa (a ovest) e Bernina (a est), il comune di Bregaglia nella regione Maloja e, fino al 2005, l'ex-comune di Bivio, ora parte del comune di Surses, nella regione Viamala. Le varietà del lombardo parlate nel Cantone sono il dialetto ticinese (nel Moesano) e altre varietà alpine (nelle valli Bregaglia e Poschiavo)[13].

Benché la Svizzera italiana sia l’unica regione della Svizzera in cui la lingua italiana è maggioritaria, sono numerosi i cittadini che se ne servono anche al di fuori dei suddetti cantoni. In effetti, ci sono più italofoni nella Svizzera tedesca e in quella romanda di quanti non ce ne siano in quella italiana. Nell’intera Repubblica elvetica sono circa 1 300 000 i cittadini che la parlano quotidianamente, ovvero il 15,4% della popolazione, a cui si aggiungono circa due milioni di persone che ne possiedono una conoscenza più o meno elevata.

### Media
Nella Svizzera italiana sono presenti da decenni radio e televisioni svizzere di lingua italiana. La più importante è la RSI, che possiede i canali televisivi (RSI LA1, nata nel 1961, e RSI LA2, nata nel 1997) e tre stazioni radio (RSI Rete Uno, RSI Rete Due e RSI Rete Tre). Inoltre sono attive un'emittente televisiva (TeleTicino) e alcune radio private (Radio 3i, Radio Fiume Ticino). La RSI tra gli anni 1960 e gli anni 1970 era molto seguita in buona parte dell'Italia settentrionale, soprattutto perché era passata alle trasmissioni a colori molto anticipatamente rispetto alla RAI.

## Principali centri della Svizzera italiana
I principali centri della Svizzera italiana che si trovano nel Canton Ticino sono:
- Bellinzona, capitale del Canton Ticino, sede del Gran Consiglio, del Consiglio di Stato e del Tribunale Penale Federale svizzero.
- Lugano, sul lago omonimo, principale centro della Svizzera Italiana, sede dell'Università della Svizzera italiana, del Centro Svizzero di Calcolo Scientifico e della Radiotelevisione svizzera italiana.
- Mendrisio, capoluogo del Mendrisiotto, sede dell'Accademia di Architettura.
- Locarno sul Lago Maggiore, centro turistico, in cui si svolge il Festival del film di Locarno.

I principali centri della Svizzera italiana che si trovano nel Canton Grigioni sono:
- Roveredo, capoluogo della Regione Moesa.
- Poschiavo, capoluogo della Regione Bernina.
- Bregaglia, il comune di maggior estensione della Regione Maloja.

## Centri più popolosi della Svizzera italiana
| Nº | Comune     | Abitanti | Superficie |
| -- | ---------- | -------- | ---------- |
| 1  | Lugano     | 68 387   | 75,81      |
| 2  | Bellinzona | 42 901   | 164,96     |
| 3  | Locarno    | 16 407   | 19,27      |
| 4  | Mendrisio  | 15 704   | 32,01      |
| 5  | Chiasso    | 8 363    | 5,33       |

## Infrastrutture e trasporti
Dal 1996 la popolazione di lingua italiana della Svizzera può fare riferimento a una propria università, l'Università della Svizzera italiana, con sede a Lugano e Mendrisio. L'altro istituto di educazione superiore presente nella regione è la Scuola Universitaria Professionale della Svizzera Italiana con sede a Manno. L'aeroporto principale è quello di Lugano-Agno. Oltre alle infrastrutture cantonali (del Canton Ticino e del Cantone dei Grigioni), la Svizzera italiana ospita alcuni centri di rilevanza nazionale: il Centro Svizzero di Calcolo Scientifico (a Lugano), la Fonoteca nazionale svizzera (a Lugano), il Tribunale Penale Federale Svizzero e l'Istituto di Ricerca in Biomedicina (IRB) (a Bellinzona).